# Tatia caxiuanensis
Tatia caxiuanensis és una espècie de peix de la família dels auqueniptèrids i de l'ordre dels siluriformes.

## Morfologia
Els mascles poden assolir els 4,1 cm de llargària total.

## Distribució geogràfica
Es troba a Sud-amèrica: riu Curuà a la conca del riu Amazones (Brasil).